# 遺忘名
遺忘名（縮寫：nom. obl.）在動物命名法中，是指一個已不再使用的學名，該名稱經正式宣告為過時名稱（即「被遺忘」），並讓位給另一個被保護的名稱——保護名（nomen protectum；縮寫nom. pro.）。

## 定義
在目前的意義上，「nomen oblitum」是在《國際動物命名規約》第四版（1999）中正式出現的術語。自2000年1月1日起，若符合以下條件，某個學名即可被正式宣告為遺忘名：
1. 自1899年後，該名稱未曾在任何科學出版物中被當作有效名使用（此條件基於信賴原則，未必須證明所有文獻）。
2. 該名稱是另一名稱「首異名」（即有一個較新的名稱「次異名」同樣指稱該分類群，且已被廣泛使用），或是「首同名」（即拼寫相同但指稱不同分類群，且該較新的名稱「次同名」也仍在有效使用中）。
3. 該「次異名」或「次同名」被證實已廣泛使用：過去50年內至少在25篇（且涵蓋至少10年）科學出版物中出現，且由至少10位不同作者使用。

一旦某名稱被正式宣告為「遺忘名」（nomen oblitum），該名稱即被視為「被遺忘」的過時名稱；同時，替代它的那個可用名稱將被正式指定為「保護名」（nomen protectum），並取得命名上的優先權。整個過程被稱為「優先權的逆轉」（reversal of precedence）。
例如，半帶皺唇鯊 的學名就發生過這類情況：儘管Mustelus felis是較早命名的同物異名，但由於出版日期記錄錯誤，導致Triakis semifasciata長期被誤認為其正式學名。後來發現此錯誤後，Triakis semifasciata被指定為有效名（為保護名），而Mustelus felis被宣告為無效名（為遺忘名）。

## 分類學應用
「遺忘名」這個標記在分類學中被相對頻繁地使用，作為一種維持命名穩定性的方法，以避免恢復某些已久未使用的舊名稱。不過這項做法也具有爭議，因為很多情況下使用者並未嚴格驗證該名稱是否真正符合被遺忘名稱的條件。部分分類學者認為這種做法只是為了逃避分類研究的責任，或是單純想保留某個自己偏好的名稱，而不管命名的優先權。
在討論北美鳥類分類時，Rea（1983）指出：「……Swainson較早但已廢棄的名稱必須被保留，除非能確切證明它是個「遺忘名」（這是某些分類學者玩的遊戲，用來迴避他們聲稱堅守的命名優先原則）。」
Banks和Browning（1995）則直接回應了Rea對《國際動物命名規約》規則的嚴格解釋，表示：「我們認為分類學者的基本責任是促進命名穩定，而優先權原則只是實現這一目標的方式之一。我們不認為恢復一個來源不明、曾被多種方式使用的名稱，來取代一個已經一致使用近百年的名稱，是對穩定性的促進。」

## 延伸阅读
- 国际藻类、真菌和植物命名法规（英文：International Code of Nomenclature for algae, fungi, and plants，缩写：ICN）
- 國際原核生物命名法規（英文：International Code of Nomenclature of Prokaryotes，缩写：ICNP
- 國際動物命名規約（英文：International Code of Zoological Nomenclature，縮寫為 ICZN；法文：Code international de nomenclature zoologique）
- 生物分類法
- 植物學名命名法
- 疑难名（拉丁文：nomen dubium）
- 裸名（拉丁文：nomen nudum）
- 保留名（英文：conserved name）